# Condado de Peñarrubias
El condado de Peñarrubias es un título nobiliario español creado el 8 de noviembre de 1684 por el rey Carlos II a favor de Gaspar Ramírez de Arellano y Pantoja, general del ejército de Cataluña, maestre de campo y caballero de la Orden de Alcántara.
La denominación del título se refiere a Peñarrubias de Pirón en la provincia de Segovia.

## Condes de Peñarrubias
|                        | Titular                                                    | Periodo                |
| Creación por Carlos II | Creación por Carlos II                                     | Creación por Carlos II |
| ---------------------- | ---------------------------------------------------------- | ---------------------- |
| I                      | Gaspar Ramírez de Arellano y Pantoja                       | 1684-1713              |
| II                     | Juan José Ramírez de Arellano y Rueda                      | 1713-1736              |
| III                    | José Carlos Ramírez de Arellano y Paniagua                 | 1736-1747              |
| IV                     | Diego Antonio de Carvajal y Ramírez de Arellano            | 1747-1755              |
| V                      | Juan Francisco Ramírez de Arellano y Paniagua              | 1755-c. 1763           |
| VI                     | Manuel Fulgencio Ramírez de Arellano y Burgos              | 1763-1793              |
| VII                    | María Josefa Ramírez de Arellano y Olivares                | 1793-1810              |
| VIII                   | Antonio Ramírez de Haro y Ramírez de Arellano              | 1810-1827              |
| IX                     | José Ramírez de Haro y Ramírez de Arellano                 | 1827-1834              |
| X                      | Manuel Jesús Ramírez de Haro y Belvís de Moncada           | 1834-1854              |
| XI                     | María de la Asunción Ramírez de Haro y Crespí de Valldaura | 1854-1915              |
| XII                    | Fernando María Ramírez de Haro y Patiño                    | 1915-1937              |
| XIII                   | Fernando Ramírez de Haro y Álvarez de Toledo               | 1937-1952              |
| XIV                    | María de los Dolores Ramírez de Haro y Pérez de Guzmán     | 1952-1990              |
| XV                     | José María Gasset y Ramírez de Haro                        | 1991-actual titular    |

## Historia de los condes de Peñarrubias
- Gaspar Ramírez de Arellano y Pantoja (m. 1713), I conde de Peñarrubias,[1] general del ejército de Cataluña, maestre de campo y caballero de la Orden de Alcántara, gobernador de Tarragona y de Málaga. Era hijo de Juan Ramírez de Arellano y de su primera esposa, Petronila Pantoja y Figueroa.[2] Su padre contrajo segundas nupcias con María Francisca de Ocón Coalla y Córdoba, marquesa de Miranda de Anta.

Casó con María de Sotomayor Lima y Brito (m. Valladolid, 10 de diciembre de 1726), II duquesa de Sotomayor, grande de España, III condesa de Crecente y III marquesa de Tenorio. Sin descendencia, le sucedió.
- Juan José Ramírez de Arellano y Rueda (m. 30 de agosto de 1736), II conde de Peñarrubias[4] y II conde de Murillo.[5] Hijo de Carlos Ramírez de Arellano y Guevara, I conde de Murillo, y de su esposa, Juana de Rueda y Velasco.[5]

Casó en primeras nupcias, el 18 de agosto de 1693, con Mariana Micaela de Paniagua y Zúñiga (m. 1725).  Contrajo un segundo matrimonio, el 25 de agosto de 1727, con Manuela de Burgos y Jalón.  Le sucedió su hijo del primer matrimonio:
- José Carlos Ramírez de Arellano y Paniagua (1696-Roma, 7 de febrero de 1747), III conde de Peñarrubias[4] y III conde de Murillo.[6]

Casó en 1719 con su prima hermana, María Luisa Paniagua y Manuel de Villena, marquesa de Santa Cruz de Paniagua, hija de José Cayetano Paniagua y Zúñiga y de María Manuel de Villena y Botello. Fueron padres de una hija, María Francica Ramírez de Arellano y Paniagua, marquesa de Santa Cruz de Paniagua, que falleció antes que su padre y que contrajo matrimonio con Gonzalo de Carvajal y Roco. El hijo de este matrimonio, Diego Antonio de Carvajal y Ramírez de Arellano, nieto del III conde de Peñarrubias, heredó los títulos.
- Diego Antonio de Carvajal y Ramírez de Arellano (m. 22 de diciembre de 1755), IV conde de Peñarrubias[4]  y IV conde de Murillo.[7][4] Sin descendencia, le sucedió su tío paterno:

- Juan Francisco Ramírez de Arellano y Paniagua (m. antes del 27 de diciembre de 1763),[7] V conde de Peñarrubias[4]  y V conde de Murillo.[7]  Sin descendencia, le sucedió su medio hermano, hijo del segundo matrimonio de su padre:[4]

- Manuel Fulgencio Ramírez de Arellano y Burgos (Logroño, 18 de enero de 1731-20 de febrero de 1793), VI conde de Peñarrubias,[4][8] VI conde de Murillo, grande de España, en 1741[7][8] y gran cruz de Carlos III.[4]

Casó, el 14 de abril de 1763, con María del Pilar Teresa Olivares y Cepeda, II marquesa de Villacastel de Carrías,  hija de Joaquín de Olivares y de la Moneda, gentilhombre de cámara de S.M. y mayordono de los reyes Felipe V y Fernando VI, I marqués de Villacastel de Carrías. Le sucedió su hija:
- María Josefa Ramírez de Arellano y Olivares (m. 21 de enero de 1810),[10] VII condesa de Peñarrubias[11] VII condesa de Murillo, grande de España[7] y dama de la Orden de María Luisa.

Casó el 24 de junio de 1783 con Joaquín Ramírez de Haro y Córdoba, VIII conde de Bornos. Le sucedió su hijo:
- Antonio Ramírez de Haro y Ramírez de Arellano (m. 28 de febrero de 1827), VIII conde de Peñarrubias, VIII conde de Murillo, IX conde de Bornos.[12]

Casó con Juana de Caamaño y Pardo de Figueroa. Sin descendencia, le sucedió su hermano.
- José Ramírez de Haro y Ramírez de Arellano (m. marzo de 1834), IX conde de Peñarrubias, X conde de Bornos,[10] IX conde de Murillo[7] dos veces grande de España, VII conde de Montenuevo, gentilhombre de cámara de S.M. con ejercicio y servidumbre, gran cruz de Carlos III y caballero de la Orden de Calatrava.[13]

Casó, siendo su primer esposo, el 24 de septiembre de 1814, con María Asunción Belvís de Moncada y Rojas, V marquesa de Villanueva de Duero, grande de España, X condesa de Villariezo y VIII condesa de Villaverde. Le sucedió su hijo:
- Manuel Jesús Ramírez de Haro y Belvís de Moncada (5 de agosto de 1822-26 de mayo de 1854), X conde de Peñarrubias, XI conde de Villariezo, XI conde de Bornos,[10] X conde de Murillo[7] y VI marqués de Villanueva de Duero, grande de España.[14]

Casó el 7 de febrero de 1848 con María de la Asunción Crespí de Valldaura y Caro. Le sucedió su hija:
- María de la Asunción Ramírez de Haro y Crespí de Valldaura (Madrid, 30 de julio de 1850-5 de marzo de 1915),[15] XI condesa de Peñarrubias, XI condesa de Murillo,[7] XII condesa de Bornos,[10] VII marquesa de Villanueva del Duero,[16] condesa de Villaverde y IX condesa de Montenuevo. Soltera, sin descendencia, le sucedió su primo hermano.[15]

- Fernando María Ramírez de Haro y Patiño (Madrid, 27 de abril de 1856-17 de febrero de 1937), XII conde de Peñarrubias,[17] XIII conde de Bornos,[10] XII conde de Murillo,[7] VIII marqués de Villanueva del Duero,[16] tres veces grande de España, XIII conde de Villariezo, X conde de Montenuevo, maestrante de Valencia y gentilhombre de cámara del rey.[17] Era hijo de Fernando Manuel Ramírez de Haro y Belvís de Moncada, XII conde de Villariezo, y de su primera esposa, Patrocinio Patiño y Osorio.

Casó el 15 de enero de 1884, en Madrid, con Inés Álvarez de Toledo y Caro Silva. Le sucedió su hijo:
- Fernando Ramírez de Haro y Álvarez de Toledo (m. 7 de septiembre de 1970), XIII conde de Peñarrubias,[19] XIV conde de Bornos,[10] XIII conde de Murillo,[7] IX marqués de Villanueva del Duero,[16] tres veces grande de España, X conde de Montenuevo, maestrante de Valencia, gentilhombre de cámara con ejercicio y servidumbre.[19]

Casó el 17 de octubre de 1917, en San Sebastián, con María de los Dolores Pérez de Guzmán y Sanjuán (n. Sevilla, 15 de noviembre de 1888). Cedió el título del marquesado de Peñarrubias a su hija:
- María de los Dolores Ramírez de Haro y Pérez de Guzmán (Madrid, 2 de junio de 1921-ibid., 10 de diciembre de 1990), XIV condesa de Peñarrubias.[19][20]

Casó el 2 de agosto de 1950, en Madrid, con Eduardo Gasset y Díez de Ulzurrum (1909-1996), embajador. Le sucedió su hijo:
- José María Gasset y Ramírez de Haro (n. 4 de junio de 1951), XV conde de Peñarrubias.[19][21]

Casó con María Luisa Carvalho Rosa.